# Obere Mühle (Petersaurach)
Obere Mühle ist ein Wohnplatz der Gemeinde Petersaurach im Landkreis Ansbach (Mittelfranken, Bayern). Obere Mühle liegt in der Gemarkung Großhaslach.

## Geografie
Die ehemalige Einöde ist heute Haus Nr. 41 der Talstraße, einer Ortsstraße von Großhaslach. Neben dem Wohngebäude gibt es noch drei Nebengebäude. Ein Anliegerweg führt zur Talstraße (0,1 km nordöstlich), die nach Großhaslach (Ortsmitte 0,6 km östlich) bzw. an der Untermühle vorbei zur Kreisstraße AN 10 bei Adelmannssitz (2,0 km westlich) verläuft. Das Anwesen liegt am Haselbach, der mit weiteren Bächen zur Haslach zusammenfließt. Im Süden liegt der Mühlranken.

## Geschichte
Der Ort lag im Fraischbezirk des ansbachischen Oberamtes Ansbach. Im 16-Punkte-Bericht des Klosteramts Heilsbronn aus dem Jahr 1608 wurden für Großhaslach zwei Mühlen erwähnt, womit die Obere Mühle und die Untermühle gemeint waren, die beide das Klosteramt Heilsbronn als Grundherrn hatten. Gegen Ende des 18. Jahrhunderts waren die Verhältnisse unverändert. Unter der preußischen Verwaltung (1792–1806) des Fürstentums Ansbach erhielt die Obere Mühle bei der Vergabe der Hausnummern die Nr. 56 des Ortes Großhaslach. Von 1797 bis 1808 unterstand der Ort dem Justiz- und Kammeramt Ansbach.
Im Rahmen des Gemeindeedikts wurde Obere Mühle dem 1808 gebildeten Steuerdistrikt Großhaslach und der 1811 gegründeten Ruralgemeinde Großhaslach zugeordnet. Im Zuge der Gebietsreform in Bayern wurde diese am 1. Mai 1978 nach Petersaurach eingemeindet.

## Einwohnerentwicklung
| Jahr      | 001818 | 001836 | 001840 | 001856 | 001864 |
| Einwohner | 5      | 8      | 8      | 8      | 8      |
| Häuser    | 1      | 1      | 1      | 1      | 1      |
| Quelle    | [ 8 ]  | [ 9 ]  | [ 10 ] | [ 11 ] | [ 12 ] |

## Religion
Der Ort ist evangelisch-lutherisch geprägt und nach St. Maria (Großhaslach) gepfarrt. Die Einwohner römisch-katholischer Konfession waren ursprünglich nach Unsere Liebe Frau (Heilsbronn) gepfarrt, seit 1992 ist die Pfarrei St. Franziskus (Neuendettelsau) zuständig.

## Weblink
- Obere Mühle in der Ortsdatenbank des bavarikon, abgerufen am 19. August 2021.